# György Guczoghy
György Guczoghy född den 3 mars 1962 i Budapest, Ungern, är en ungersk gymnast.
Han tog OS-brons i lagmångkampen i samband med de olympiska gymnastiktävlingarna 1980 i Moskva.